# X-CD-Roast
X-CD-Roast — GTK+ оболочка для cdrtools, предоставляющая графический интерфейс (GUI) для создания CDдисков.
X-CD-Roast работает на Linux и других Unix-подобных операционных системах. Выпущена под GPL и является свободным программным обеспечением.

## Возможности
- Поддержка чтения/редактирования/записи CD-Text

## Сравнение
X-CD-Roast была ранней графической оболочкой для Unix-подобных систем, однако впоследствии стала рассматриваться как более примитивная по сравнению с другими программами для создания CD.